# Balaana kingcascadensis
Balaana kingcascadensis är en tvåvingeart som beskrevs av Christine Lynette Lambkin och Yeates 2003. Balaana kingcascadensis ingår i släktet Balaana och familjen svävflugor. Inga underarter finns listade i Catalogue of Life.